# 1956 en Norvège
Chronologie de la Norvège
- 1952
- 1953
- 1954
- 1955
- 1956
- 1957
- 1958
- 1959
- 1960

Cet article présente les faits marquants de l'année 1956 en Norvège ou relatifs à la Norvège.

## Gouvernance
- Haakon VII est roi de Norvège.
- Einar Gerhardsen est le chef du gouvernement .

## Événements
- La population de la Norvège est de : 3.461.065 habitants[1].
- Présence de soldats Norvégiens dans le contingent qui prend position à Suez[2].

## Sport
- La Norvège aux Jeux olympiques d'hiver de 1956 à Cortina d'Ampezzo en Italie. La Norvège était représentée par 45 athlètes. La délégation américaine a récolté en tout 4 médailles : 2 d'or, 1 d'argent et 1 de bronze. Elle a terminé au 7e rang du classement des médailles.
- La Norvège participe aux Jeux olympiques d'été de 1956 à Melbourne. 22 athlètes norvégiens, 19 hommes et 3 femmes, ont participé à 18 compétitions dans 6 sports. Ils y ont obtenu trois médailles : une d'or et deux de bronze.

## Naissances
- Naissance en Norvège en 1956

## Décès
- Décès en Norvège en 1956